# Chico Buarque & Maria Bethânia ao Vivo
Chico Buarque e Maria Bethânia ao Vivo è un album live registrato nel 1975 durante uno spettacolo di Chico Buarque e Maria Bethânia, a Rio de Janeiro.

## Tracce
1. Olê, olá - 2:42 - (Chico Buarque)
2. Sonho impossível - 1:47 - (J. Darion, M. Leigh; versi di C. Buarque e Ruy Guerra)
3. Sinal fechado - 1:04 - (Paulinho da Viola)
4. Sem fantasia - 3:26 - (Chico Buarque)
5. Sem açúcar - 1:26 - (Chico Buarque)
6. Com açúcar, com afeto - 3:51 - (Chico Buarque)
7. Camisola do dia - 2:15 - (David Nesser, Herivelto Martins)
8. Notícia de jornal - 1:43 - (Haroldo Barbosa, Luis Reis)
9. Gota d'água - 2:29 - (Chico Buarque)
10. Tanto mar - 1:56 - (Chico Buarque)
11. Foi assim - 3:59 - (Lupicínio Rodrigues)
12. Flor da idade - 2:48 - (Chico Buarque)
13. Bem querer - 3:42 - (Chico Buarque)
14. Cobras e lagartos - 2:10 - (Hermínio Bello de Carvalho, Sueli Costa)
15. Gita - 2:50 - (Raul Seixas, Paulo Coelho)
16. Quem te viu, quem te vê - 3:16 - (Chico Buarque)
17. Vai levando - 2:32 - (Caetano Veloso, Chico Buarque)
18. Noite dos mascarados - 2:12 - (Chico Buarque)